# Fusarium commune
Fusarium commune är en svampart som beskrevs av K. Skovg., O'Donnell & Nirenberg 2003. Fusarium commune ingår i släktet Fusarium och familjen Nectriaceae.   Inga underarter finns listade i Catalogue of Life.